# 고성 박씨
고성 박씨(固城朴氏)는 경상남도 고성군을 본관으로 하는 한국의 성씨이다.

## 유래
시조 박서(朴犀)는 신라 경명왕의 넷째 아들 죽성대군(竹城大君) 박언립(朴彦立)의 11세손이다. 1231년(고려 고종 18) 8월 서북면병마사(西北面兵馬使)로 있을 때 몽골 장수 살리타이(撤禮塔)가 쳐들어와 철주(鐵州)를 함락하고 이어 귀주(龜州)를 공격할 때 공을 세웠다.
박서의 현손 박혁충(朴奕忠)이 이조전서(吏曹典書), 한림원시강(翰林院侍講), 태자첨사(太子詹事)를 지냈고 박서의 행장(行狀)과 사적(事蹟)을 갖추어 조정에 제출하여 그 공적이 높이 평가되자 평장사(平章事)에 추증되고 철성백(鐵城伯 : 철성은 고성의 옛 지명)에 추봉되었으며 박혁충을 철성부원군(鐵城府院君)에 봉하였다. 그래서 후손들이 죽산박씨에서 분관하여 본관을 고성으로 하였다.